# Трегубов, Ананий Михайлович
Трегубов Ананий Михайлович (10 января 1878, Соколка, местечко Полтавской губернии  — 20 июня 1943, Москва) - профессор, доктор технических наук, заслуженный деятель науки и техники РСФСР, основоположник математической теории процессов перегонки и ректификации сложных углеводородных смесей.

## Биография
- 1906-1908 - преподаватель математики и физики в гимназиях Чернигова и Вольска
- 1911-1912 - инженер-конструктор в судостроительном отделе Сормовских заводов
- 1912-1913 - инженер торгового порта Одессы
- 1913-1918 - инженер торгового порта Баку
- 1914-1918 - преподаватель физики и математики в учебном заведении святой Нины Баку
- 1919-1922 - заведующий конструкторской частью, управляющий Каспийским водным транспортом, заместитель начтехотдела и инженер-инспектор; преподаватель в техникуме водного транспорта и политехническом институте Баку
- 1922-1924 - помощник управляющего группой нефтеперегонных заводов в Азнефти
- 1924-1927 - помощник директора нефтеперегонных заводов Азнефти
- 1927-1932 - зам. управляющего отделом, главный инженер Азнефти, зав. кафедрой, декан Азербайджанского индустриального института
- 1932-1934 - старший научный сотрудник АзНИИ
- 1937-1943 - профессор, зав. кафедрой нефтезаводской механики, декан МНИ им. И.М. Губкина

## Научно-производственные и общественные достижения
Автор более 70 научных работ и изобретений, в том числе:
- «Аппаратура для непрерывной химической очистки нефтепродуктов» (1928)
- «Ректификация масел» (1930)
- «Постепенное испарение сложных смесей» (1941)
- «Основные начала перегонки и ректификации» (1942)

- Первый председатель инженерно-технической секции работников водного транспорта Баку (1921-1924);
- член клуба «Нефтяник» (1921-1934);
- член-эксперт Научно-технического совета нефтяной промышленности (1927-1943).

## Ученые степени и звания
- доцент (1929)
- профессор (1930)
- доктор технических наук (1937)

## Награды
- Заслуженный деятель науки и техники РСФСР (1942)
- Награждён знаком «Отличник Наркомнефти» (1940)